# Château d'Oberau
Le château d'Oberau (Wasserschloss Oberau) est l'un des châteaux entourés d'eaux (Wasserschloss) les plus anciens de Saxe. Il a appartenu pendant des siècles à la famille von Miltitz. Il se trouve dans le village d'Oberau qui fait partie de la commune de Niederau, non loin de Meissen.

## Histoire
Une tour de guet est construite en 1274 et transformée en donjon d'habitation en 1286 entouré de douves. Des bâtiments adjacents sont construits au fil des ans. Ernst von Miltitz fait bâtir à côté du donjon en 1550 un château Renaissance avec des pignons typiques de l'architecture nordique de cette époque. Oberau est encore agrandi au XVIIe siècle et embelli avec des plafonds de bois peint. Il est rénové en 1803 avec de nouveaux stucs. Des travaux divers se poursuivent jusqu'en 1878, lui donnant sa configuration actuelle. Ainsi l'aile nord est construite en 1860 avec une tour à escalier néogothique.

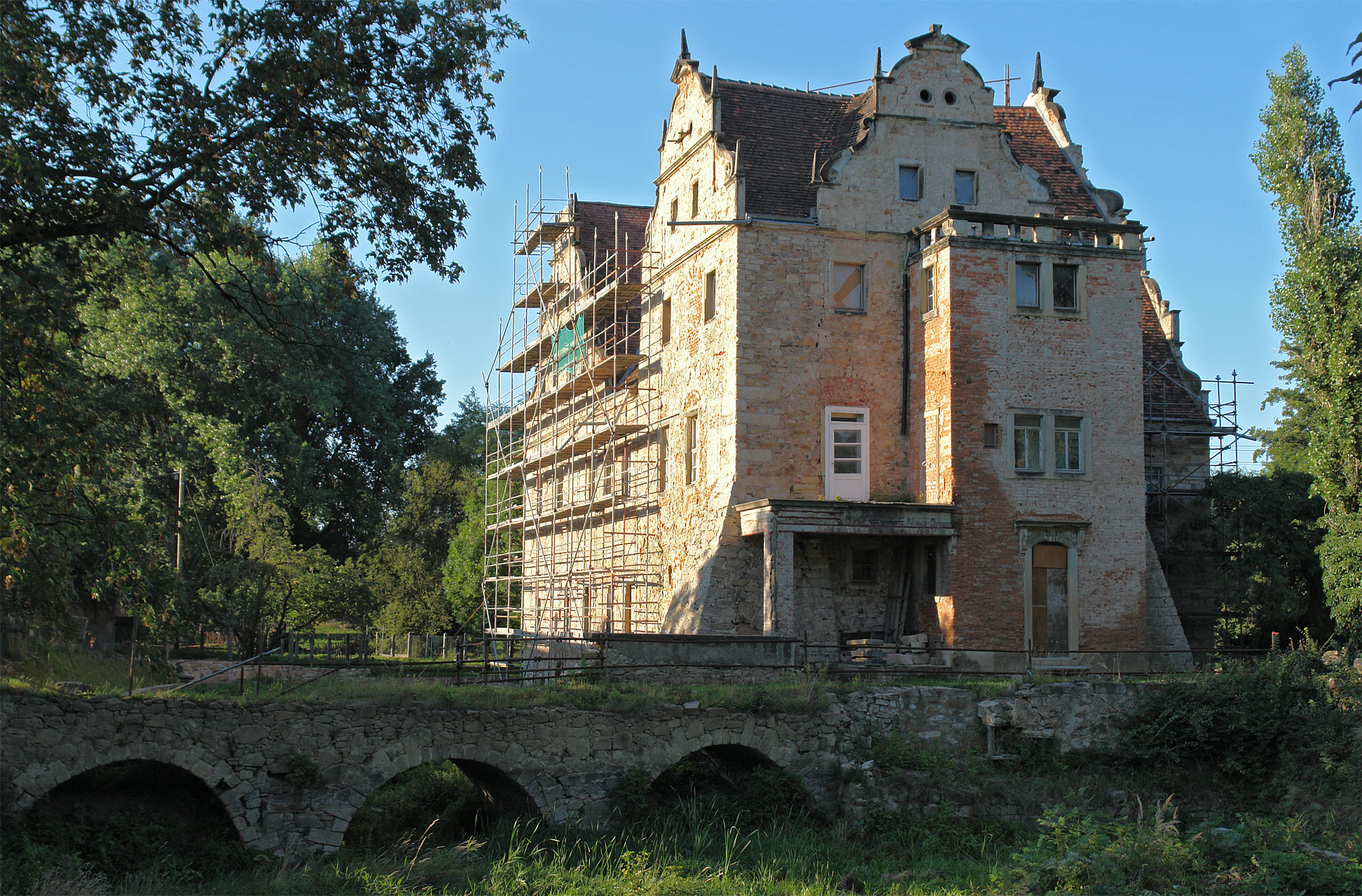
Le château d'Oberau en cours de restauration

Oberau est inscrit à la liste du patrimoine historique en 1937. Après l'expulsion de la famille à la fin de la Seconde Guerre mondiale, des centaines de personnes déplacées elles-mêmes expulsées de Prusse ou de Silésie y trouvent refuge. L'on construit des logements à l'intérieur et dans le parc, puis le château abrite un foyer pour l'enfance. Le château souffre de dommages pendant ces décennies et le parc est ruiné. La Fondation allemande pour la protection du patrimoine (Deutsche Stiftung Denkmalschutz) commence les travaux de restauration en 1997. Le toit est refait à partir de l'an 2000. Le château est hors d'eau et consolidé à 90 % en 2004. Il est toujours en cours de restauration et devrait servir à un projet d'échanges culturels entre la jeunesse allemande et la jeunesse tchèque.